# 錢都涮涮鍋
錢都日式涮涮鍋（亦稱錢都涮涮鍋，簡稱錢都），為台灣錢都餐飲集團的連鎖餐廳品牌，於1997年創立，創辦人為張景德。主要產品為火鍋類餐點並以昆布高湯聞名。

## 吉祥物
- 吉祥物-吉哆

## 旗下品牌
- 攪攪風味小火鍋：位於新北市土城區立德路101號[6]
- 吉哆火鍋百匯：位於新北市板橋區文化路二段181號（近捷運江子翠站2號出口）[7][8]

## 外部連結
- 錢都涮涮鍋 （页面存档备份，存于）（繁體中文）
- 台灣公司資料 （页面存档备份，存于）
- 錢都涮涮鍋 直營店粉絲團的Facebook專頁
- 錢都吉祥物-吉哆的Instagram帳戶